# Stopa forward
Stopa forward (ang. forward rate) – stopa, której okres odsetkowy jeszcze się nie rozpoczął. Innymi słowy: today < start date, gdzie start date, to data rozpoczęcia okresu odsetkowego.
Warto zwrócić uwagę na to, że niemal wszystkie stawki rynku pieniężnego, poza stawką O/N, są stawkami forward.
Kwestia obliczenia stawki forward na termin {\displaystyle [t_{1};t_{2}]{:}}
1. Przy pomocy operacji bootstrapping przekształcić stawki rynkowe do postaci stawek obowiązujących do today (przy zachowaniu konwencji naliczania odsetek dla okresu mniejszego niż 1 rok oraz większego niż 1 rok),
2. Obliczyć przy pomocy liniowej interpolacji/ekstrapolacji stawki na dni {\displaystyle t_{1}} oraz {\displaystyle t_{2},}
3. Wykorzystując operację bootstrapping obliczyć stawkę forward na termin {\displaystyle [t_{1};t_{2}].}